# Ständestaat
Ständestaat, ståndsstaten, är den auktoritära statsform som rådde i Österrike åren 1934–1938, då landet i praktiken blev en enpartistat ledd av klerikal-fascistiska Fosterländska fronten. Propagandakonceptet Ständestaat förespråkades av ledande politiker som Engelbert Dollfuss och Kurt Schuschnigg, och utgjorde ett auktoritärt system med ultrakonservativ romersk-katolsk prägel.

## Historia
Under 1890-talet hade grundarna av Kristligt-sociala partiet, bland dem Karl von Vogelsang och Wiens borgmästare Karl Lueger, utvecklat antiliberala tendenser, främst ur ekonomiskt perspektiv där man framhävde utarmningen av arbetatrklassen och lägre medelklassen. Starkt influerade av tanken med katolsk sociallära, agiterade man mot den österrikiska arbetarrörelsen, ledd av Österrikes socialdemokratiska parti, och spred även antisemitiska åsikter.

## Ledare för Ständestaat
- Walter Adam – generalsekreterare för Fosterländska fronten
- Eduard Baar-Baarenfels – vicekansler 1934–1936
- Engelbert Dollfuss (CS) – förbundskansler 1932–34
- Otto Ender (CS) – förbundskansler 1930–31
- Emil Fey (Heimwehr) – vicekansler 1933–34
- Leopold Figl (CS/ÖVP) – förbundskansler 1945–1953
- Franz Karl Ginzkey – intellektuell
- Edmund Glaise-Horstenau (politisk vilde, senare NSDAP) – försvarsminister
- Robert Hecht – ideolog
- Ludwig Hülgerth (CS) – vicekansler 1936–38
- Julius Raab (Heimwehr/ÖVP) – förbundskansler 1953–1961
- Vinzenz Schumy (Landbund/ÖVP) – vicekansler 1927, inrikesminister 1929–30, 1933
- Kurt Schuschnigg (CS) – förbundskansler 1934–38
- Othmar Spann – teoretiker
- Ernst Rüdiger Starhemberg (Heimwehr) – vicekansler 1934
- Adam Winter (CS) – teoretiker